# ミゾハコベ
ミゾハコベ（Elatine triandra）は、ミゾハコベ科の一年生植物。湿地や水田などに生育する水田雑草として知られる。

## 分布
日本を含むアジア、ヨーロッパ、南アメリカなどに分布。

## 特徴
一年草。茎を地面に匍匐して生長する。大きさは2-10cm。水中では厚さの薄い沈水葉を形成し、陸上ではやや厚みのある葉をつける。沈水葉の長さは2.5-4cm。葉の形は狭卵形で、葉の縁は全縁。

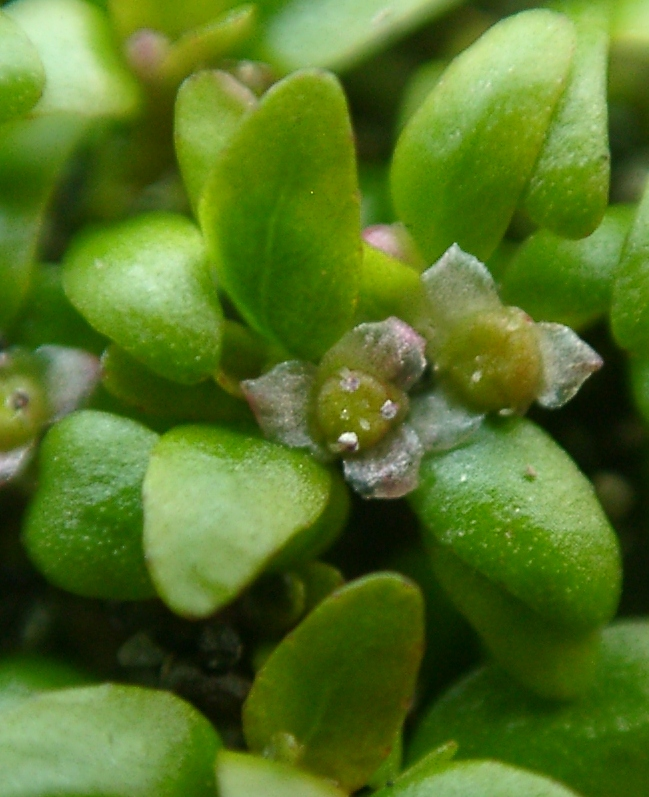
ミゾハコベの花

花期は6-9月、目立たない淡紅色の花を葉腋に一つつける。花の直径は1mmで、花弁は3枚、雄しべは3本、雌しべは1本。果実は軍配型で、多くの種子が中に詰まっている。種子は円柱形。

## 変種
花柄の長さの違いによって2変種に分けることがあるが、特に区別しないこともある。変種に分ける場合は以下のように区別する。
- E. t. var. triandra - イヌミゾハコベ - 花柄がない。
- E. t. var. pedicellata - ミゾハコベ - 花柄の長さが1-2.5mm。